# Châteauroux Classic de l'Indre 2011
La Châteauroux Classic de l'Indre 2011, ottava edizione della corsa e valida come evento dell'UCI Europe Tour 2011 categoria 1.1, si svolse il 21 agosto 2011 su un percorso di 198,9 km. Fu vinta dal francese Anthony Ravard che terminò la gara in 4h23'07", alla media di 45,35 km/h.
Al traguardo 110 ciclisti portarono a termine il percorso.

## Ordine d'arrivo (Top 10)
| Pos. | Corridore        | Squadra         | Tempo    |
| ---- | ---------------- | --------------- | -------- |
| 1    | Anthony Ravard   | AG2R La Mon.    | 4h23'07" |
| 2    | Jaŭhen Hutarovič | FDJ             | s.t.     |
| 3    | Jasper Bovenhuis | Rabobank Cont.  | s.t.     |
| 4    | Martin Gilbert   | SpiderTech      | s.t.     |
| 5    | Saïd Haddou      | Europcar        | s.t.     |
| 6    | Jetse Bol        | Rabobank Cont.  | s.t.     |
| 7    | Joaquín Sobrino  | Caja Rural      | s.t.     |
| 8    | Tony Gallopin    | Cofidis         | s.t.     |
| 9    | Davy Commeyne    | Landbouwkrediet | s.t.     |
| 10   | Evert Verbist    | Veranda's Wil.  | s.t.     |